# Santa Rita
Santa Rita là một đô thị thuộc bang Maranhão, Brasil. Đô thị này có diện tích 786,081 km², dân số năm 2007 là 29958 người, mật độ 38,11 người/km².